# 于洋 (国家话剧院演员)
于洋，生于河南省开封市，中国国家话剧院一级演员。代表作《林海雪原》饰演少剑波，《大秦帝国之裂变》饰演景监。

## 生平
1985年，于洋考入河南省话剧团学员班。1988年，于洋到河南省话剧团任演员；同年，考入上海戏剧学院表演系。1995年，于洋毕业到到中国青年艺术剧院任演员。2002年，于洋在中国国家话剧院任职。

## 主要作品

### 话剧作品
- 1995《几尔加美休》饰演阿加王
- 1998《三毛钱歌剧》饰演皮彻姆
- 2000《第十二夜》饰演马伏里奥
- 2002《萨拉姆女巫》饰演黑尔
- 2007《下周村》饰演吴教授
- 2010《肖邦》饰演肖邦
- 2011《深度灼伤》饰演米蒂亚
- 2012《活着》饰演春生、福贵爹
- 《战马》饰演泰德
- 《爆米花》饰演布鲁斯

### 电影作品
- 1995《大江东去》饰演田江川
- 1997《相逢在雨中》饰演霍西野
- 2004《监狱大转移》饰演胡淼
- 2013《冰山下的来客》饰演杨冰
- 2013《老步枪》饰演祝方建
- 2019《绝密工程》饰演肖大海
- 《黄甲岭之恋》饰演张新强

### 电视剧作品
- 2020《红色钧官窑》(2015年拍攝)
- 2019《外交风云》饰演乔冠华
- 2019《庆余年》饰演林若甫
- 2019《天下娘亲》导演林柯
- 2019《当祖国需要我们的时候》
- 2015《我的二哥二嫂》饰演周文
- 2015《东北抗日联军》饰演李兆麟
- 2015《黄河在咆哮》饰演郑川
- 2014《玩伴》饰演周晓亮
- 2014《孩子回国了》饰演程宇
- 2012《铁血尖刀》饰演罗凯旋
- 2012《外姓兄弟》饰演朱跃进
- 2012《冲出迷雾》饰演张平
- 2011《尖刀队》饰演池亮
- 2011《闯关东前传》饰演周光宗
- 2011《刑名师爷》饰演林瑞之
- 2010《大酒商》饰演范俊杰
- 2010《合适婚姻》饰演王鹏
- 2010《告密者》饰演郑拓
- 2010《夺宝》饰演早川立平
- 2009《闯关东·中篇》饰演周和光
- 2009《说出你的秘密/心理魔方》饰演康盛邦
- 2009《解放区的天》饰演汪涛
- 2009《新人鱼小姐》饰演马俊
- 2009《陕北汉子》饰演杨虎城
- 2009《尖刀》饰演郭炳南
- 2008《秘密列车》饰演肖克
- 2007《清风明月佳人》饰演赵明诚
- 2007《怪罪》饰演吴健
- 2007《灯火黄昏》饰演陈军
- 2007《第八感》
- 2006《迷雾》饰演冯仁
- 2006《卧薪尝胆》饰演黑翼
- 2006《大秦帝国之裂变》饰演景监
- 2005《不谈爱情》饰演庄建非
- 2005《爱有多深》饰演许辉
- 2005《西圣地》饰演徐正成
- 2004《天下第一媒婆》饰演方唐
- 2005《妈妈的酱汤馆》饰演陈铮
- 2004《欢颜》饰演周宇光
- 2004《酒后吐真言》饰演周大平
- 2004《傻小李元霸》饰演李世民
- 2003《林海雪原》饰演少剑波
- 2003《董必武》饰演董必武
- 2003《出乎意料》饰演刘俊
- 2003《暗流》饰演秦超
- 2003《正义令天下》饰演杜青杉
- 2002《不可饶恕》饰演江涛
- 2001《曼谷雨季》饰演潘瑞平
- 2001《永不放弃》饰演高嵩
- 2001《欢喜姻缘》饰演古宝玉
- 2000《月落长江》饰演庄楚
- 2000《国球手》饰演万志豪
- 2000《日出东方》饰演周恩来
- 1999《我们明天结婚吧》饰演秦川
- 1998《郭兰英》饰演江雨
- 1997《船家，现代情仇录》饰演闫东
- 1994《乡里故事》饰演杨松伟
- 1993《喂！菲亚特》饰演赵翔
- 1991《难得潇洒》
- 1990《花巴掌、鼻烟壶、拨浪鼓》饰演文庆

## 获奖
- 2004年南方盛典最具新人奖
- 2011年国家艺术院团优秀剧目展演优秀表演奖（《肖邦》）
- 2012年第二届戏剧学院奖优秀表演奖